# NGC 4942
NGC 4942 est une galaxie spirale intermédiaire située dans la constellation de la Vierge. Sa vitesse par rapport au fond diffus cosmologique est de 2 069 ± 23 km/s, ce qui correspond à une distance de Hubble de 30,5 ± 2,2 Mpc (∼99,5 millions d'al). NGC 4942 a été découverte par l'astronome germano-britannique William Herschel en 1789. Cette galaxie a aussi été observée par l'astronome américain DeLisle Stewart en juillet 1899 et elles ont été inscrites à l'Index Catalogue sous la cotes IC 4136.

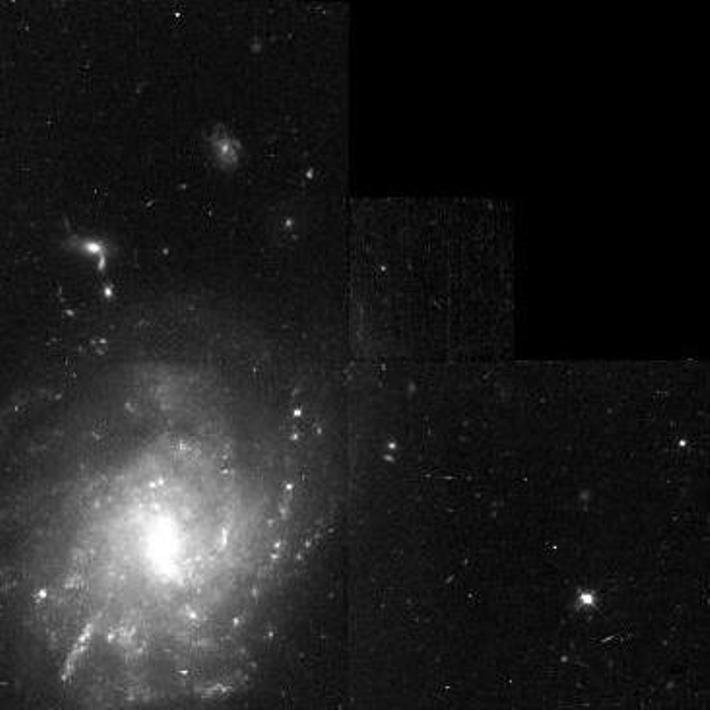
NGC 4942 par le télescope spatial Hubble.

La classe de luminosité de NGC 4942 est IV et elle présente une large raie HI.
À ce jour, six mesures non basées sur le décalage vers le rouge (redshift) donnent une distance de 28,083 ± 8,551 Mpc (∼91,6 millions d'al), ce qui est à l'intérieur des valeurs de la distance de Hubble.

## Groupe de NGC 4995
Selon A. M. Garcia, NGC 4942 fait partie du groupe de NGC 4995. Ce groupe de galaxies compte au moins cinq membres. Les quatre autres galaxies du groupe sont NGC 4928, NGC 4981, NGC 4995 et IC 4212.